# Cá đuối điện nhỏ
Cá đuối điện nhỏ (Narcine bancroftii), là một loài cá đuối điện trong họ Narcinidae.

## Phân bố
Loài này được tìm thấy tại Vịnh Mexico, và vùng nước ven biển phía tây Đại Tây Dương từ vùng đông bắc Brazil đến Bắc Carolina. Nó cũng phổ biến tại biển Caribbean và Tây Ấn.

## Môi trường sống
Cá đuối điện nhỏ thường được tìm thấy dưới cát hoặc bùn, trong vùng triều nông, nhưng đã được tìm thấy ở độ sâu lên đến 180 feet (55 m).

## Hành vi
Loài này sống ban đêm. Nó không di chuyển vào ban ngày, và tìm thức ăn tại chất nền vào ban đêm.